# Кица (река, впадает в Умбозеро)
Кица — река в Мурманской области России. Протекает по территории сельского поселения Ловозеро Ловозерского района и муниципальному округу Кировск.
Длина реки составляет 40 км. Площадь бассейна 304 км².
Берёт начало на территории Ловозерского района в озере Инчъявр на высоте 211 метров над уровнем моря. Протекает по лесной (преимущественно ель, сосна и берёза), местами болотистой местности. Первые километры течёт на юг, потом меняет направление на северо-запад и далее на север, ближе к устью направление водотока становится западным. Порожиста, образует множество плёсов. Основной приток — Курйок (левый, в 26 км от устья). Впадает в Умбозеро на высоте 151 метр над уровнем моря на юго-восточном берегу озера на территории муниципального округа Кировск. Напротив устья находится крупнейший умбозерский остров Сарвановский.

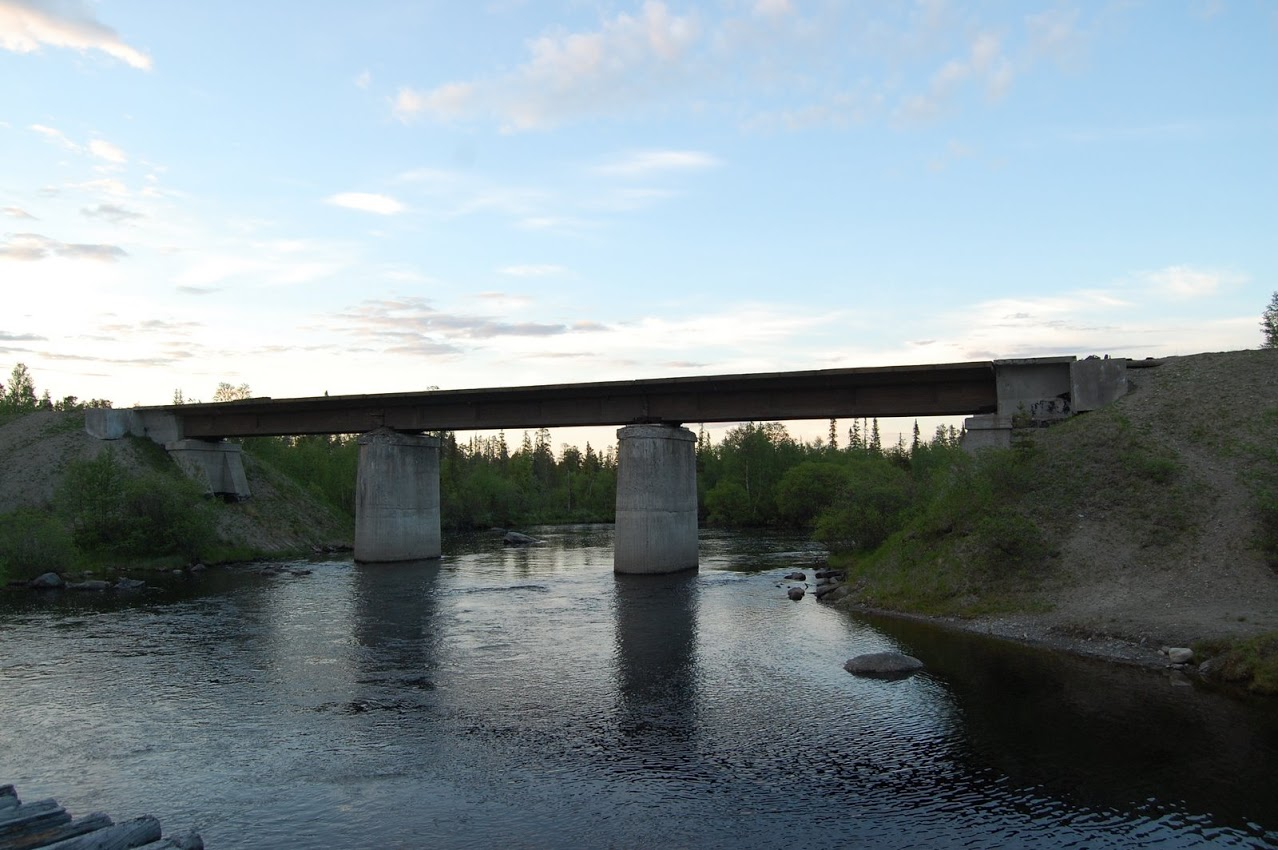
Мост через Кицу на ветке Айкувен — Ловозеро

Населённых пунктов на реке нет; вблизи устья развалины Кица. Через реку перекинут железнодорожный мост на ветке Айкувен — Ловозеро (ныне разобрана, по мосту возможно движение пешеходов и внедорожников). Также строился железнодорожный мост на Кольской железной дороге (не построена, рядом с опорами моста деревянный автомобильный мост).

## Данные водного реестра
По данным государственного водного реестра России относится к Баренцево-Беломорскому бассейновому округу, водохозяйственный участок реки — реки бассейна Белого моря от западной границы бассейна реки Иоканга (мыс Святой Нос) до восточной границы бассейна реки Нива, без реки Поной, речной подбассейн реки отсутствует. Речной бассейн реки — бассейны рек Кольского полуострова и Карелии.
Код объекта в государственном водном реестре — 	02020000212101000009237.